# أرافو
بلدية أرافو (بالإسبانية: Arafo) هي بلدية تقع في مقاطعة سانتا كروث دي تينيريفه التابعة لمنطقة جزر الكناري جنوب غرب إسبانيا.

## الديموغرافيا
بلغ عدد سكان بلدية أرافو 5.536 نسمة عام 2011 (وفقاً للمعهد الوطني للإحصاء الإسباني).
| 4.667 | 4.669 | 5.156 | 5.276 | 5.310 | 5.502 | 5.536 |

## توأمة
لأرافو اتفاقيات توأمة مع كل من:
- فالفيردي
- سان ميغيل دي أبونا
- كانديلاريا

## أعلام
- إدغار أنطونيو منديز أورتيغا